# 山吹徳二郎
山吹 徳二郎（やまぶき とくじろう、本名 : 松尾 清、1903年1月1日 - 1958年）は、日本の俳優。東京市（現 : 東京都）出身。

## 来歴・人物
東京市深川区洲崎（現在の東京都江東区東陽一丁目）生まれ。1915年（大正4年）、井上正夫に師事し、舞台に出演。1923年（大正12年）に松竹蒲田撮影所に本名で入社、その後1926年に五月信子が興した近代座に参加。二枚目に抜擢される。1930年に河合映画製作社に入社、芸名を山吹徳二郎に改める。同年公開の『黒シャツ隊』で初出演。河合、大都映画では三枚目に転向、大岡怪童・大山デブ子の肥満型の俳優と長身痩躯の山吹とのトリオは名物となる。
1942年、大都・日活・新興キネマとの合併を機に退社。その後は舞台で活動した。1958年没。

## 主なフィルモグラフィ

### 活動初期
※松尾清名義
- 高橋お伝 前後篇 : 1926年 中央映画、監督山上紀夫
- 切支丹お蝶 : 1927年 阪妻・立花・ユニヴァーサル連合映画、監督山上紀夫
- ラシャメンの父 : 1929年 小沢映画聯盟、監督小沢得二
- 仮名屋小梅 : 1930年 発声映画社、監督蔦見丈夫、原作真山青果

### 河合映画
- 黒シャツ隊 : 1930年 監督丘虹二
- 河合オンパレード キネマの人気者 : 1931年 監督吉村操
- 弱き者よ汝の名は女なり : 1931年 監督吉村操
- 角力取 : 1931年 監督根岸東一郎
- 女弥次喜多 : 1932年 監督根岸東一郎
- アフリカ探検 : 1932年 監督吉村操
- 大山道中 : 1933年 監督吉村操

### 大都映画
- 陽気な春 : 1933年 監督吉村操
- 栄冠は躍る : 1934年 監督大江秀夫
- 戦慄の爆音 : 1934年 監督大江秀夫
- 御存知猿飛佐助 前・後篇 : 1935年 監督大伴麟三
- マネキン大将 : 1935年 監督中島宝三
- 女ターザン : 1936年 監督大伴麟三
- ターザンの冒険 : 1937年 監督吉村操
- 三毛猫太平記 : 1937年 監督大伴麟三
- シネオペレッタ 唄ふご夫婦 : 1938年 監督吉村操
- スパイ爆撃 : 1938年 監督和田敏三
- 背広戦線 : 1939年 監督小崎政房
- おらが夫婦 : 1939年 監督益田晴夫
- 桃中軒雲右衛門 : 1940年 監督石山稔
- 村長さんの八時髭 : 1940年 監督益田晴夫

その他多数